# 阎洪臣
阎洪臣（1936年6月—2016年5月7日），男，山东沂水人，生于黑龙江尚志，中华人民共和国政治人物。

## 生平
1952年，肄业于吉林市化工学校，后任德惠县中医院医师。1958年，在长春中医学院进修。1959年毕业后，留校任教，历任教师、副教授、教授、中医系主任、副院长。1980年11月，加入九三学社，1983年6月，加入中国农工民主党，同年7月，加入中国共产党。1986年，起任中国农工民主党吉林省委会主委。1992年，任中国农工民主党中央副主席、吉林省政协副主席。2016年5月7日在吉林长春逝世，享年81岁。